# Vítězný gól v československé hokejové lize
Toto je seznam vítězných branek v jednotlivých ročníků československé nejvyšší hokejové lize, které rozhodly v playoff o titul. Žádnému hráči se nepodařilo zajistit svému týmu titul vítěznou brankou dvakrát. Nejstarším hráčem, který vsítil vítězný gól byl v sezoně 1986/87 pardubický obránce Jan Levinský. Naopak nejmladším střelcem se stal slovenský útočník Žigmund Pálffy z Dukly Trenčín (1991/92). Playoff Československé hokejové ligy se začalo konat od sezony 1970/71. V sezoně 1971/72 kvůli nedostatku termínů bylo play-off zrušeno. V ročnících 1972/73–1984/85 se playoff nehrálo, vítězem se stal tým, který vyhrál základní část.

## Přehled sezon
| Sezóna    | Hráč                                                                   | Klub                                                                   | Čas                                                                    | Reference                                                              |
| --------- | ---------------------------------------------------------------------- | ---------------------------------------------------------------------- | ---------------------------------------------------------------------- | ---------------------------------------------------------------------- |
| 1970/1971 | Jiří Bubla                                                             | ASD Dukla Jihlava                                                      |                                                                        | [ 1 ]                                                                  |
| 1971/1972 | Vzhledem k nedostatku termínů bylo pro tento rok upuštěno od play-off. | Vzhledem k nedostatku termínů bylo pro tento rok upuštěno od play-off. | Vzhledem k nedostatku termínů bylo pro tento rok upuštěno od play-off. | Vzhledem k nedostatku termínů bylo pro tento rok upuštěno od play-off. |
| 1972/1973 | Vladimír Martinec                                                      | TJ Tesla Pardubice                                                     |                                                                        | [ 2 ]                                                                  |
| 1973/1985 | Zrušeno play-off.                                                      | Zrušeno play-off.                                                      | Zrušeno play-off.                                                      | Zrušeno play-off.                                                      |
| 1985/1986 | Viliam Belas                                                           | TJ VSŽ Košice                                                          |                                                                        | [ 3 ]                                                                  |
| 1986/1987 | Jan Levinský                                                           | TJ Tesla Pardubice                                                     |                                                                        | [ 4 ]                                                                  |
| 1987/1988 | Ján Vodila                                                             | TJ VSŽ Košice                                                          |                                                                        | [ 3 ]                                                                  |
| 1988/1989 | Zdeněk Čech                                                            | TJ Tesla Pardubice                                                     |                                                                        | [ 5 ]                                                                  |
| 1989/1990 | Jaromír Kverka                                                         | TJ Sparta ČKD Praha                                                    |                                                                        |                                                                        |
| 1990/1991 | Jiří Poukar                                                            | ASD Dukla Jihlava                                                      |                                                                        | [ 6 ]                                                                  |
| 1991/1992 | Žigmund Pálffy                                                         | ASVŠ Dukla Trenčín                                                     |                                                                        | [ 7 ]                                                                  |
| 1992/1993 | Jiří Zelenka                                                           | HC Sparta Praha                                                        |                                                                        | [ 8 ]                                                                  |

## Souvislé články
- Vítězný gól Tipsport ELH
- Vítězný gól Tipsport liga (Slovensko)